# Појнсијана (Флорида)
Појнсијана (енгл. Poinciana) насељено је место без административног статуса у америчкој савезној држави Флорида.

## Демографија
По попису из 2010. године број становника је 53.193, што је 39.546 (289,8%) становника више него 2000. године.
| Група             | 2000.         | 2010.          |
| Белци             | 5.450 (39,9%) | 12.015 (22,6%) |
| Афроамериканци    | 2.420 (17,7%) | 13.016 (24,5%) |
| Азијати           | 140 (1,0%)    | 960 (1,8%)     |
| Хиспаноамериканци | 5.393 (39,5%) | 27.234 (51,2%) |
| Укупно            | 13.647        | 53.193         |